# 순천매산고등학교
순천매산고등학교(順天梅山高等學校)는 대한민국 전라남도 순천시 매곡동에 있는 사립 고등학교이다.

## 학교 연혁
- 1910년 3월 : 미국 선교사 변요한, 고라복 목사가 순천시 금곡동 사숙(私塾)에서 개교, 1911년 순천시 매곡동 신축 교사로 이전
- 1913년 9월 : 미국 남장로회 선교부가 경영하는 성경을 가르치는 기독교 교육기관으로 고라복(R.T.Coit) 선교사를 설립자 겸 초대 교장으로 하여 사립 은성학교를 설립
- 1916년 6월 : 당시 조선총독부에서 성경정과 교수를 불허하므로 자진 폐교
- 1921년 4월 15일 : 미국 남장로회 선교부 주선으로 성경을 정과로 하여 교육하는 학교로 인가를 받아 매산학교와 매산여학교가 개교
- 1931년 12월 17일 : 재단법인 설립 인가를 받음
- 1937년 9월 : 일제의 신사참배 강요에 불복하고 자진 폐교
- 1946년 9월 3일 : 조선 예수교장로회 순천노회 유지재단으로 매산중학교(남녀 공학)를 개교하고 9월 24일에 정식 인가를 얻음
- 1950년 5월 17일 : 교육법 개정에 따라 매산중학교를 중·고로 분리하여 고등학교는 교명을 은성고등학교로 변경
- 1953년 2월 : 2부 고등학교를 병설
- 1956년 8월 3일 : 은성고등학교를 순천매산고등학교(順天梅山高等學校)로 교명 변경을 인가 받음
- 1964년 5월 1일 : 학교법인 설치 관계로 학교법인 호남기독학원 재단에 병합
- 1983년 12월 30일 : 순천매산고등학교에서 여학생을 분리하여 순천매산여자고등학교 설립인가를 받음
- 1986년 9월 17일 : 2부 전학급이 주간으로 전환(36학급)
- 1995년 9월 : 신축 강당 준공
- 1997년 9월 : 후생관 준공
- 2005년 : 순천시 고입평준화실시
- 2007년 3월 : 체육관 준공
- 2008년 3월 : 우정학사 준공
- 2013년 5월 30일 : 은성관 신축
- 2025년 1월 7일 : 제74회 졸업식 228명(총 28,979명)
- 2025년 3월 1일 : 제22대 교장 이학 박사 조승일 장로 취임
- 2025년 3월 4일 : 입학식 219명(10학급)

## 참고 자료
- 순천매산고등학교 - 한국교육학술정보원 학교알리미